# Acceptance and commitment therapy

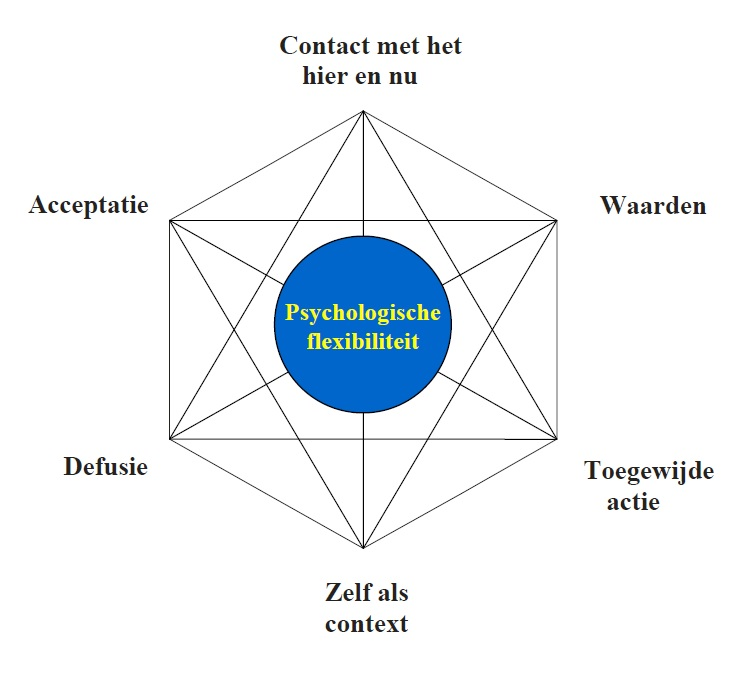
De hexaflex met de zes kernprocessen en het doel: psychologische flexibiliteit

Acceptance and commitment therapy (ACT) is een vorm van gedragstherapie die aan het eind van de 20ste eeuw is ontwikkeld door de Amerikaanse psycholoog Steven C. Hayes. In ACT leren cliënten om zich te richten op zaken die ze op directe wijze kunnen beïnvloeden, zoals hun eigen gedrag, in plaats van emoties en gedachten trachten te beheersen of te vermijden (experiëntiële vermijding). 
ACT impliceert een acceptatiegerichte houding ten opzichte van emoties en gedachten. Kern van ACT is de overtuiging dat het vechten tegen onvermijdelijke zaken uiteindelijk ten koste gaat van een waardevol leven. In 2011 werd ACT officieel erkend als evidence based in de Verenigde Staten.

## Kernprocessen
De behandeling vindt plaats aan de hand van zes kernprocessen:
- Contact met het hier en nu (mindfulness): de vaardigheid om oordeelvrij in het hier-en-nu je ervaringen te observeren en te ondergaan zonder actie te ondernemen om ervaringen te vermijden, te controleren of vast te houden
- Acceptatie: leren te stoppen met vechten tegen onvermijdelijke zaken in het leven, waaronder ook menselijk leed
- Defusie (cognitief): het leren scheiden van cognities (kennis, ideeën of overtuigingen) en gedrag. Je kunt iets anders doen dan je gedachten je ingeven, wat je dus de keuzevrijheid geeft om het 'advies' dat je brein je geeft op te volgen, of niet.
- Zelf als context: het jezelf leren zien in context (samenhang) met je omgeving, je problemen zijn niet wie je bent
- Waarden verhelderen: bepalen wat echt waardevol is in het leven, zoals gezondheid, relaties, vriendschap, ontwikkeling, spiritualiteit, creativiteit enzovoorts
- Toegewijde actie[3] of engagement[3]: de bereidheid om je gedrag stap voor stap te veranderen in de richting van deze waarden waaraan je jezelf verbonden hebt

Het model gaat ervan uit dat alle kernprocessen met elkaar in verband staan en niet los van elkaar gezien worden. In combinatie kan het toepassen van deze processen leiden tot het ultieme doel van ACT: psychologische flexibiliteit, ook 'psychische flexibiliteit' genoemd. De kernprocessen worden weergegeven in de zogenaamde hexaflex, een zeshoek waarvan de punten staan voor de verschillende processen die gericht zijn op het centrale doel.

## Theoretische achtergrond
ACT komt voort uit de gedragsanalyse, en is gefundeerd op de zogenaamde Relational Frame Theory (RFT). Conceptueel (met eenzelfde theoretische en filosofische grondslag) is ACT sterk verwant met andere vormen van de zogenaamde derde generatie gedragstherapie, zoals dialectische gedragstherapie (Linehan), aandachtgerichte cognitieve gedragstherapie (mindfulness), gedragsactivatie en functioneel analytische psychotherapie (FAP).
Het belangrijkste onderscheid met cognitieve gedragstherapie (CGT) is dat CGT zich richt op symptoomverlichting door verandering van de inhoud van gedachten, terwijl ACT zich richt op het veranderen van de relatie die een cliënt heeft met zijn gedachten, dus het veranderen van de functie van deze gedachten.
ACT is beïnvloed door boeddhistische inzichten in de onvermijdelijkheid van menselijk leed, maar staat verder volledig los van het boeddhisme en steunt theoretisch volledig op de RFT. Wel wordt veel gewerkt met aandachtgerichte oefeningen (mindfulness). Daarnaast wordt er veel gebruikgemaakt van metaforen, de therapeutische relatie, ervaringsoefeningen en humor.

## Onderzoek
In de laatste jaren is uit empirisch onderzoek gebleken dat ACT een effectieve behandelmethode is voor diverse psychische en lichamelijke problemen.
Zo blijkt uit wetenschappelijk onderzoek door middel van zogenaamde randomised controlled trials en klinische gevalsbeschrijvingen dat ACT effectief is bij onder andere chronische pijn, angst en fobieën, depressie, psychotische stoornissen, obsessieve-compulsieve stoornissen, eetstoornissen, arbeidsgerelateerde problemen, levensfaseproblematiek/ouderen, epilepsie, diabetes en mogelijk bij verslaving. ACT-interventies zijn ook effectief gebleken bij het verbeteren van sportprestaties bij gezonde mensen.

## Handleidingen en zelfhulpboeken
Naast empirische artikelen zijn er praktische algemene handleidingen voor therapeuten beschikbaar en handleidingen voor specifieke doelgebieden als depressie, psychotrauma, angststoornissen en chronische pijn. Daarnaast is een aantal zelfhulpboeken op de markt voor mensen die lijden aan depressies, angst, trauma's, piekeren, diabetes, chronische pijn, tinnitus, woede, omgaan met dementie in de familie en anorexia nervosa.

## Kritiek
In de loop van de tijd is er een aantal punten van kritiek geformuleerd over ACT en RFT, met name door cognitief-gedragstherapeutische psychologen:
- Hoewel ACT zich niet zegt te richten op verandering van de inhoud van het denken, kan acceptatie van klachten geformuleerd worden als een verandering in het 'denken over het hebben van klachten'.[8]
- ACT is niets nieuws: de inzichten van ACT zijn al langer bekend binnen de klassieke cognitieve gedragstherapie.
- ACT-onderzoekers zijn overmatig enthousiast: ze lopen op de empirische feiten vooruit.
- Relational Frame Theory (RFT) is een overmatig ingewikkeld model van het menselijk denken;[9] het werkzame element kan verklaard worden door bestaande cognitief-gedragstherapeutische modellen.[10]